# 片山大樹
片山 大樹（かたやま だいき、1975年2月24日 - ）は、山口県徳山市（現：周南市）出身の元プロ野球選手（捕手）、プロ野球コーチ。

## 来歴・人物
徳山商業高時代の2年春から捕手を務めつつ、外野手や投手も行う。遠投110m。高校通算36本塁打。
1992年のドラフト4位で阪神に入団。背番号は63。ウエスタン・リーグでは捕手のほか一塁手でも出場する。1997年ごろ長女が誕生。一軍経験がないまま2000年に引退した後、阪神でブルペン捕手を務める。
2022年5月1日、阪神一筋30年の人物として、NHK総合『サンデースポーツ』で特集された。
2025年からはブルペン捕手を兼任しながら一軍ブルペンコーチを務める。背番号は93。

## 詳細情報

### 年度別打撃成績
- 一軍公式戦出場なし

### 背番号
- 63 （1993年 - 2000年）
- 95 （2001年 - 2009年）
- 112 （2010年 - 2024年）
- 93 （2025年 - ）